# Iudex non calculat
Iudex non calculat, auch Judex non calculat, deutsch „Der Richter rechnet nicht“, ist ein Rechtssprichwort. Ihm zufolge können richterliche Rechenfehler in Urteilen einfach korrigiert werden. Eine Berufung ist daher nicht nötig.
Eine solche Korrektur ist bereits im Römischen Recht vorgesehen. Der Ursprung des Spruchs „iudex non calculat“ wird in der juristischen Literatur darauf zurückgeführt. Doch sind weder Herkunft und Entstehungszeit noch Belege für eine Verwendung der Sentenz vor der Mitte des 19. Jahrhunderts bekannt.
Im modernen Rechtsverständnis besagt der Spruch auch, dass ein Richter nicht nach der Zahl der Argumente urteilt, sondern nach ihrem Gewicht. Er dient ferner als scherzhafte Anspielung auf eine Zahlenscheu von Juristen und zur Diskussion um mathematische Kenntnisse von Richtern in der Rechtsprechung. Der Spruch wird auch als Dekor juristischer Texte verwendet.

## Geschichte

### Ableitung aus dem Römischen Recht

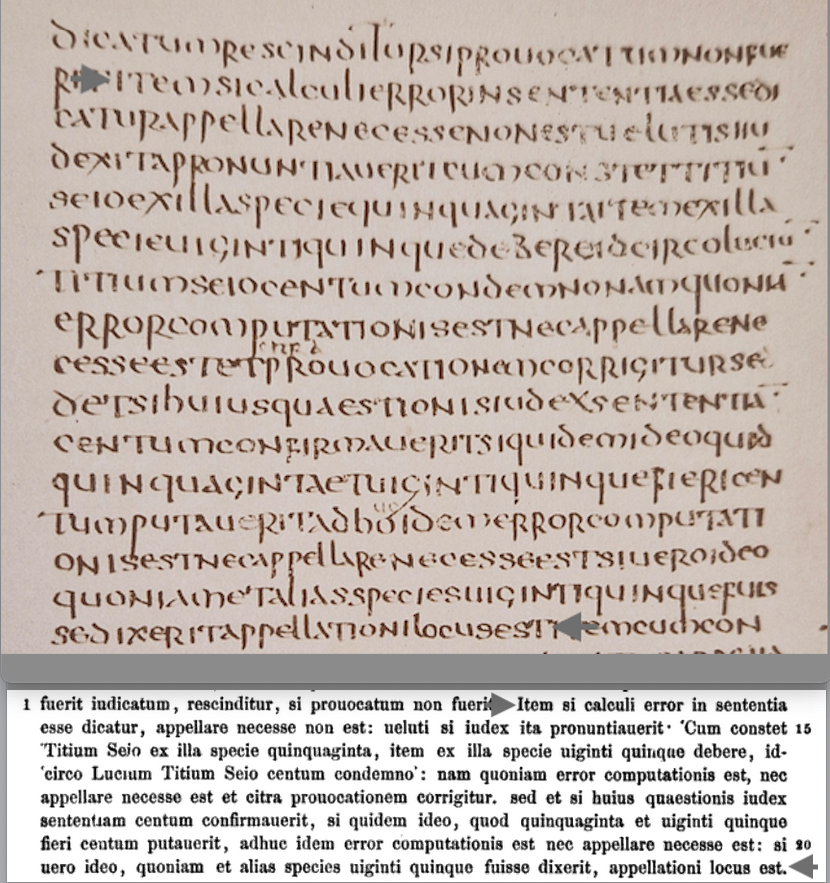
Stelle des Macer über den Rechenirrtum des Richters in den Digesten: oben in der Florentina (6. Jh.) und unten in der Mommsen-Transkription (1870)

Als Ursprung des Rechtssprichworts gilt eine Ableitung aus einem Text des römischen Juristen Aemilius Macer. In einem Gutachten Macers geht es um die Korrektur eines Rechenfehlers in einem Urteil. Der Jurist, der im 3. Jahrhundert lebte, schildert folgenden Sachverhalt: Der Titius habe dem Seius aus einem Anspruch 25 und aus einem anderen 50 geschuldet (die Einheiten sind nicht überliefert). Der Richter habe den Titius sodann irrtümlich zur Zahlung von 100 (statt 75) verurteilt. Macer antwortet darauf: „Item si calculi error in sententia esse dicatur, appellare necesse non est“, „Ebenso ist es nicht notwendig, Berufung einzulegen, wenn gesagt wird, dass in der Berechnung des Urteils ein Fehler vorliegt“. Er werde einfach berichtigt: „error computationis […] corrigitur.“ Die zwischen 230 und 235 n. Chr. entstandene Schrift De appelationibis libri II („Zwei Bücher über Berufungen“) von Macer, in der er diesen Sachverhalt und die Antwort formulierte, ist allerdings nicht direkt überliefert, sondern wird in den 533 n. Chr. erschienenen Digesten von Justinian I., einer von diesem römischen Kaiser veranlassten Rechtssammlung, referiert. Dieser Text ist in der Handschrift Littera Florentina aus dem 6. Jahrhundert erhalten.
Ebenfalls auf Justinians Rechtssammlungen werden die Sprüche „Error calculi non nocet“, „Ein Rechenfehler schadet nicht“, und „Falsa demonstratio non nocet“, „Eine falsche Bezeichnung schadet nicht“ zurückgeführt. Gemeinsam mit „Iudex non calculat“ verdeutlichen alle drei, dass solche Fehler unschädlich sind und ohne Appelation beseitigt werden können.

### Unklare Herkunft der Sentenz
Obwohl die Rechtssprichwörter auf Texte des Römischen Rechts zurückgeführt werden, sind die Verkürzungen „Iudex non calculat“ und „Error calculi non nocet“ für die Zeit Justinians nicht belegt. Nur „Error calculi non nocet“ kommt im Spätmittelalter auf, etwa in einem Kommentar des aphorismenfreudigen Rechtsgelehrten Baldus de Ubaldis (1327–1400). Dem Rechtshistoriker Theo Mayer-Maly zufolge stammten beide Sentenzen „zwar erst aus dem Mittelalter, entsprechen aber der Grundhaltung der antiken Quellen.“ Auch wird behauptet, „schon die alten Römer“ hätten „Iudex non calculat“ benutzt, oder es handle sich um eine „althergebrachte[] Verfahrenvorschrift“.
Doch die Forschung hat Herkunft und Entstehung von „Iudex von calculat“ bislang nicht geklärt. Nachweise über die Verwendung des Sprichworts vor 1850 sind bisher nicht veröffentlicht worden. Auf einem Symposion 2017 trug der Jurist Uwe Wesel vor, in lateinischen, deutschen und englischen juristischen Zitatsammlungen und Quellenregistern noch bis ins frühe 20. Jahrhundert keine Belege gefunden zu haben, und dann nur im deutschen Sprachraum. Nach seinem Vortrag erhielt er Hinweise auf Funde in einem juristischen Kommentar von 1894 und in einer medizinischen Veröffentlichung von 1852, die Wesel in den 2019 erschienenen Tagungsband aufnahm:

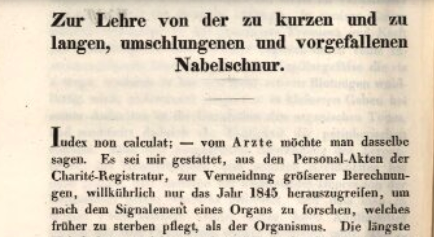
Bislang früheste bekannte Zitierung von "Iudex non calculat", Berlin 1852

- 1852 leitete der Mediziner Joseph Hermann Schmidt eine Abhandlung über die Messung der Länge von Nabelschnüren mit der Bemerkung ein: „Iudex non calculat – vom Arzte möchte man dasselbe sagen“,[11] die bereits eine Bekanntheit der Sentenz aufzeigt.
- 1894 führte Kammergerichtsrat Willibald Peters in der Beschreibung einer preußischen „Kalkulatur“, einer Rechnungsstelle, aus: „Die wesentlich altpreußische Einrichtung der ‚Kalkulatur‘ ist Ausfluß des – in seiner Allgemeinheit übrigens nicht zutreffenden – Satzes: ‚Iudex non calculat‘.“[12]

Kurz nach Evers wies ein weiterer preußischer Jurist den Satz zurück. Oberlandesgerichtsrat Hermann Meyer stellte 1898 in einer Buchbesprechung fest: „Woher eigentlich der sonderbare Satz kommt: Judex non calculat, ist mir nicht bekannt.“

## Verwendung in der Gegenwart

### Verbindung mit Zivilprozessordnungen
Den Satz Iudex non calculat als Grund für die Berichtigung eines rechnerisch fehlerhaften Urteils – der sich also am historischen Vorbild in den Digesten orientiert – verbinden Fachautoren im deutschsprachigen Raum mit den Zivilprozessordnungen, in denen eine solche Berichtigung heute geregelt ist. Für den nichtdeutschsprachigen Raum ist Literatur über einen solchen Zusammenhang nicht nachweisbar. Um die Paragrafen und Artikel zur Urteilsberichtigung in den Zivilprozessordnungen Deutschlands, Österreichs und der Schweiz aufzufinden, ist hier deren jüngste Geschichte und der aktuelle Stand zusammengestellt.

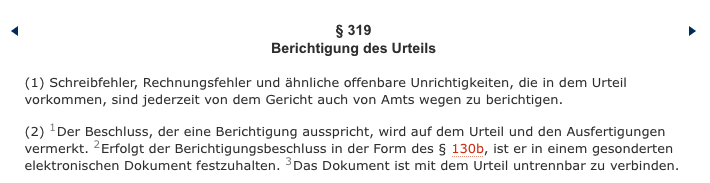
Urteilsberichtigung (Auszug) in der deutschen Zivilprozessordnung, aktuell

Im deutschen Recht ist der „korrigible Urteilsmangel“ in § 319 ZPO enthalten. Satz 1 lautet: „Schreibfehler, Rechnungsfehler und ähnliche offenbare Unrichtigkeiten, die in dem Urteil vorkommen, sind jederzeit von dem Gericht auch von Amts wegen zu berichtigen.“ Neben eigentlichen Rechenfehlern (so etwa beim Zugewinnanspruch oder beim Kaufkraftschwund) sind auch fehlerhafte Eingaben in ein Computerprogramm abgedeckt.

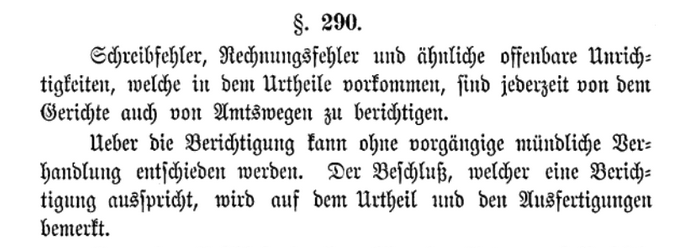
Urteilsberichtigung (Auszug) nach der Civilprocessordnung von 1877

§ 319 beruht auf dem fast gleich lautenden § 290 der Civilprocessordnung des Deutschen Reichs (CPO) von 1877, die 1879 in Kraft trat und als Teil der Reichsjustizgesetze die Unterschiede im Zivilprozessrecht der deutschen Bundesstaaten beseitigte. Durch Anpassungen zum Inkrafttreten des Bürgerlichen Gesetzbuchs am 1. Januar 1900 wurde § 290 zu § 319 CPO, seit 1903 als ZPO. Nach der Zeit des Nationalsozialismus wurde die ZPO in der Bundesrepublik Deutschland 1950 neu bekanntgemacht. In der DDR galt die ZPO in ihrer Fassung vom Oktober 1933 bis zum Jahr 1975. In beiden Systemen blieb die Urteilsberichtigung Teil des § 319. In der Neufassung der DDR vom 19. Juni 1975, die am 1. Januar 1976 in Kraft trat, fanden sich die Bestimmungen zur Urteilsberichtigung („Schreib- und Rechenfehler und andere offenbare Unrichtigkeiten“) in § 82, Absatz 2. Diese ZPO trat mit dem Zivilgesetzbuch der DDR zum 3. Oktober 1990 außer Kraft und wurde von der bundesdeutschen ZPO abgelöst. Seither gilt deren §319 wieder in ganz Deutschland.
Im österreichischen Recht lautet § 419 ZPO ähnlich. In der Schweiz, wo die Berichtigung in Art. 334 ZPO enthalten ist, existierten vor Einführung dieser Zivilprozessordnung zum 1. Januar 2011 nebeneinander 26 kantonale Prozessrechte. Das Bundesgesetz für den Zivilprozess vor dem Bundesgericht enthält in den Bestimmungen über das Urteil (Art. 71 f.) keine Regel für die Urteilsberichtigung. Art. 24 Abs. 3 des Schweizerischen Obligationenrechts, Teil des Zivilgesetzbuches, nimmt den Gedanken auf: „Blosse Rechnungsfehler hindern die Verbindlichkeit des Vertrages nicht, sind aber zu berichtigen“, auch wenn damit nicht Urteile gemeint sind.

### Übertragene Bedeutung: Rechnen und Richten
Neben der ursprünglichen Aussage, dass Rechenfehler ein Urteil nicht beeinträchtigen und reine Rechenarbeit im Urteil keine Rechtskraft erlangt, haben sich weitere Bedeutungen von Iudex non calculat entwickelt: allgemein, dass sich Gerechtigkeit nicht durch Rechnen ermitteln lässt, sondern durch Wertung, und konkret, dass der Richter nicht die Argumente zählt, sondern sie gewichtet und abwägt. Gelegentlich wird die Parömie so verstanden, als habe ein Gericht nicht auch noch die wirtschaftlichen Folgen eines Urteils zu bedenken. Im Sinne von „Wer Jurist ist, kann nicht rechnen“ dient die Wendung als ernst gemeinte oder kalauerhafte Anspielung auf eine Zahlenscheu von Juristen; von ihnen dürften keine mathematischen Interessen oder Fähigkeiten erwartet werden.
Tatsächlich verhalten sich Jura und Mathematik nicht, wie der Rechtsspruch suggeriert, antagonistisch, sondern weisen Ähnlichkeiten und Überschneidungen auf. Statistik, Buchhaltung, die Bewertung von Daten und die Wahrscheinlichkeitsrechnung können bei der Würdigung von Argumenten bedeutsam sein.
„Iudex non calculat“ als Umschreibung für die Zahlenferne der Rechtswissenschaft ist kein allgemein beachteter Grundsatz. In den USA etwa ziehen Richter zur Entscheidungsfindung auch mathematische Theorien und Methoden, etwa die Spieltheorie, heran. Sie haben damit das Fachgebiet der Rechtsökonomik begründet. Solche „quantitative Rechtswissenschaft“ fasst juristische Sachverhalte in Zahlen und ist damit Teil der empirischen Rechtswissenschaft, dem Gegenstück der – auch in Deutschland dominierenden – normativen Rechtswissenschaft. In expliziter Abgrenzung zur Aussage Iudex non calculat kündigten die Rechtswissenschaftler Andreas M. Fleckner und Andreas Engert 2020 eine Lehrveranstaltung an der Humboldt-Universität zu Berlin an, um zu zeigen, wie der juristische Diskurs von quantitativen Elementen profitieren könnte.

### Rhetorische und dekorative Verwendungen

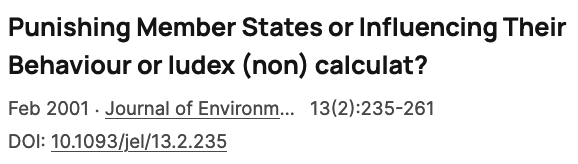
„Iudex (non) calculat?“ Aussage mit Fragezeichen und eingeklammertem „non“ (2001), Datenbank-Abfrage

In der deutschsprachigen und nichtdeutschsprachigen Fachliteratur wird die Sentenz auch verwendet, wenn sie nicht im engeren Sinn Urteilsberichtigung, die Rechenfähigkeit von Juristen oder rechtswissenschaftliche Positionen diskutiert. Als Gemeinplatz benutzt oder abgetan wird „iudex non calculat“ – verwaschend auch mit Fragezeichen oder eingeklammertem „non“ – etwa bei Veröffentlichungen zur „mathematisierten Strafzumessung“, zur Fristberechnung im Strafverfahren, in der verhaltenstheoretischen Erörterung der Situation von Richtern angesichts von Massenklagen oder bei der Streitwertfestlegung. Im nichtdeutschen Sprachraum taucht der Satz in Überschriften von Veröffentlichungen auf, ohne im Text auch nur aufgegriffen zu werden, etwa bei umweltrechtlichen Versäumnissen in der EU, zu Kosten der internationalen Strafgerichtsbarkeit, zur uneinheitlichen Berechnung von Bewährungszeiten in Belgien oder zu Lizenzhonoraren bei der Standardisierung des Internets der Dinge.